# 日本テレビアート
株式会社日本テレビアート（にほんテレビアート、英: NIPPON TELEVISION ART Inc.）は、日本テレビホールディングスの連結子会社で、日本テレビグループのデザイン業務全般を担う総合デザインプロダクションである。略称は「日テレアート」。

## 概要
2012年10月より日本テレビホールディングスの100%子会社となっている。業務内容は番組セットデザインを主幹とし、そのほか日本テレビから業務移管された照明効果・音楽効果なども手がける。また、番組内で使用されるテロップ・フリップなどの制作業務や3DCG制作、番組ポスター・番組タイトルロゴなどのグラフィックデザイン業務（旧・NTVアートセンターでの業務全般含む）などを行っている。また、「日美会」という協力会社集団（約50社）を持っている。2014年からは、日活撮影所の美術部門を担当している。
日本テレビ以外の民放各局で美術関係を担当する際には、スタッフロールに“アートフォー”（ART4。4は日本テレビのリモコンキーID）名義で表記される。特定の放送局系列の関連会社が他局関係で仕事をする場合、このように直接的な表記を避けることが少なくない（日テレグループ内では日テレアックスオン〈AXは日本テレビのコールサイン〉を除く）。

## 過去の企画制作番組
番組美術関係が本業だが、かつては自社で以下のテレビ番組や映画などの企画制作を行ったことがあった。2007年のグループ再編で中間持株会社の日テレ・グループ・ホールディングス（現日テレグループ企画）傘下となった際に、制作部門は日テレアックスオン（AX-ON）へ委譲されている。
- 裁判員制度 もしもあなたが選ばれたら（2005年・VP作品）
- 天使の牙B.T.A.（2003年・製作委員会に参加）
- 東京タワー（2005年）